# Nippon Series 2015
Die Nippon Series 2015, nach Sponsorenverträgen offiziell die SMBC Nippon Series 2015 (SMBC日本シリーズ2015), war die 66. Auflage der jährlichen Meisterschaftsfinalserie im japanischen Profibaseball. Die Fukuoka SoftBank Hawks aus der Pacific League erreichte unter Kimiyasu Kudō ihre zweite Finale in Folge, ihre sechste insgesamt. Sie trafen auf die Tōkyō Yakult Swallows aus der Central League mit Manager Mitsuru Manaka, die zum siebten Mal in der Finale waren. Die Hawks gewannen ihren fünften Titel mit vier zu eins Spielen. Als MVP wurde der First Baseman der Hawks Dae-ho Lee ausgezeichnet.

## Reguläre Saison und Playoffs
In der Central League wurden die Tōkyō Yakult Swallows als Erster, gefolgt von der Yomiuri Giants und die Hanshin Tigers.
In der Pacific League kamen die Fukuoka SoftBank Hawks auf dem ersten Platz mit einem Punktanzahl von über 60 %. Zweiter wurden die Hokkaidō Nippon Ham Fighters, während die Chiba Lotte Marines als Dritter die Playoffs erreichten.
| Central League |                        |    |    |   |        |     |
| #              | Team                   | S  | N  | U | PCT    | GB  |
| 1.             | Tōkyō Yakult Swallows  | 76 | 65 | 2 | 53,9 % | —   |
| 2.             | Yomiuri Giants         | 75 | 67 | 1 | 52,8 % | 1½  |
| 3.             | Hanshin Tigers         | 70 | 71 | 2 | 49,6 % | 6   |
| 4.             | Hiroshima Tōyō Carp    | 69 | 71 | 3 | 49,3 % | 6½  |
| 5.             | Chūnichi Dragons       | 62 | 77 | 4 | 44,6 % | 13  |
| 6.             | Yokohama DeNA BayStars | 62 | 80 | 1 | 43,7 % | 14½ |

| Pacific League |                              |    |    |   |        |     |
| #              | Team                         | S  | N  | U | PCT    | GB  |
| 1.             | Fukuoka SoftBank Hawks       | 90 | 49 | 4 | 64,7 % | —   |
| 2.             | Hokkaidō Nippon Ham Fighters | 79 | 62 | 2 | 56,0 % | 12  |
| 3.             | Chiba Lotte Marines          | 73 | 69 | 1 | 51,1 % | 19  |
| 4.             | Saitama Seibu Lions          | 69 | 69 | 5 | 50,0 % | 20½ |
| 5.             | Orix Buffaloes               | 61 | 80 | 2 | 43,3 % | 30  |
| 6.             | Tōhoku Rakuten Golden Eagles | 57 | 83 | 3 | 41,0 % | 33  |

In der Climax Series (Spielbeginn First Stage in beiden Ligen 10. Oktober) setzten sich in beiden Ligen in der Final Stage die Erstplatzierten der regulären Saison durch.
| Climax Series Stage 1 | Climax Series Stage 1        | Climax Series Stage 1 |                        | Climax Series Stage 2 | Climax Series Stage 2  | Climax Series Stage 2 |  |   | Nippon Series         | Nippon Series | Nippon Series |
|                       |                              |                       |                        |                       |                        |                       |  |   |                       |               |               |
| 2                     | Yomiuri Giants               | 2                     |                        | 1                     | Tōkyō Yakult Swallows  | 3+1                   |  |   |                       |               |               |
| 3                     | Hanshin Tigers               | 1                     |                        | 2                     | Yomiuri Giants         | 1                     |  |   |                       |               |               |
| Central League        |                              |                       |                        |                       |                        |                       |  |   |                       |               |               |
|                       |                              |                       |                        |                       |                        |                       |  | 1 | Tōkyō Yakult Swallows | 1             |               |
|                       |                              | 1                     | Fukuoka SoftBank Hawks | 4                     |                        |                       |  |   |                       |               |               |
|                       |                              |                       |                        |                       |                        |                       |  |   |                       |               |               |
| 2                     | Hokkaidō Nippon Ham Fighters | 1                     |                        | 1                     | Fukuoka SoftBank Hawks | 3+1                   |  |   |                       |               |               |
| 3                     | Chiba Lotte Marines          | 2                     |                        | 2                     | Chiba Lotte Marines    | 0                     |  |   |                       |               |               |
| Pacific League        |                              |                       |                        |                       |                        |                       |  |   |                       |               |               |

## Spielübersicht

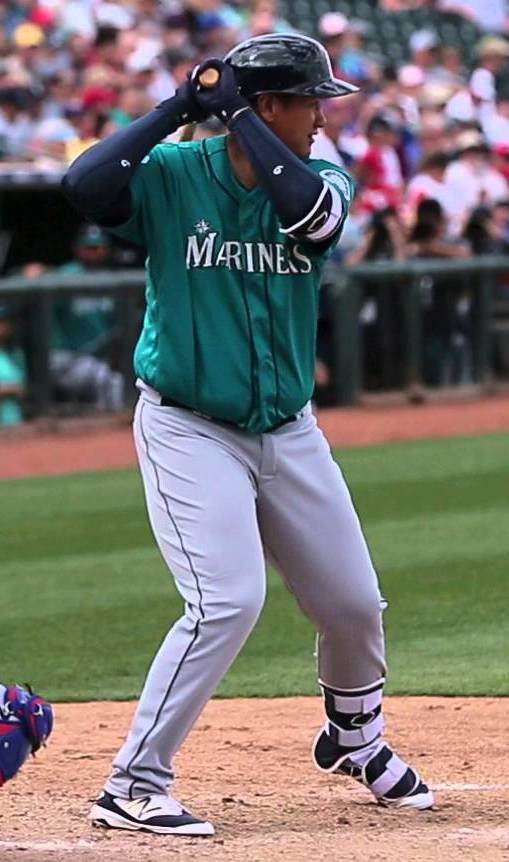
MVP Dae-ho Lee

In fünf Spielen bezwangen die Fukuoka SoftBank Hawks die Tōkyō Yakult Swallows.
| Spiel                        | Datum       | Gast                   | Ergebnis | Heim                   | Gesamtstand | Ort                 | Spielzeit | Zuschauer | Boxscore |
| ---------------------------- | ----------- | ---------------------- | -------- | ---------------------- | ----------- | ------------------- | --------- | --------- | -------- |
| 1                            | 24. Oktober | Tōkyō Yakult Swallows  | 2–4      | Fukuoka SoftBank Hawks | 0–1         | Fukuoka Dome        | 3:04      | 35.732    | [ 1 ]    |
| 2                            | 25. Oktober | Tōkyō Yakult Swallows  | 0–4      | Fukuoka SoftBank Hawks | 0–2         | Fukuoka Dome        | 3:35      | 35.764    | [ 2 ]    |
| 3                            | 27. Oktober | Fukuoka SoftBank Hawks | 4–8      | Tōkyō Yakult Swallows  | 2–1         | Meiji-jingū Yakyūjō | 3:38      | 31.037    | [ 3 ]    |
| 4                            | 28. Oktober | Fukuoka SoftBank Hawks | 6–4      | Tōkyō Yakult Swallows  | 3–1         | Meiji-jingū Yakyūjō | 4:06      | 31.288    | [ 4 ]    |
| 5                            | 29. Oktober | Fukuoka SoftBank Hawks | 5–0      | Tōkyō Yakult Swallows  | 4–1         | Meiji-jingū Yakyūjō | 3:36      | 31.239    | [ 5 ]    |
| Hawks gewinnt die Serie 4–1. |             |                        |          |                        |             |                     |           |           |          |